# Bore (rederi)

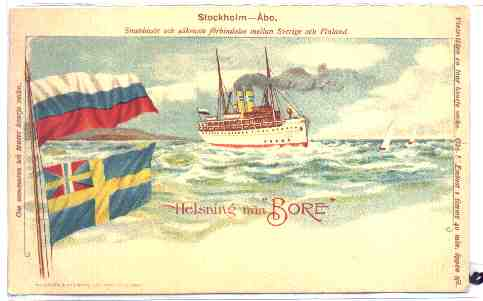
Hälsning från Bore under rederiets tidiga år. Fartyget gick, såsom ses på flaggorna, mellan storfurstendömet Finland som del av ryska imperiet och Svensk-norska unionen.

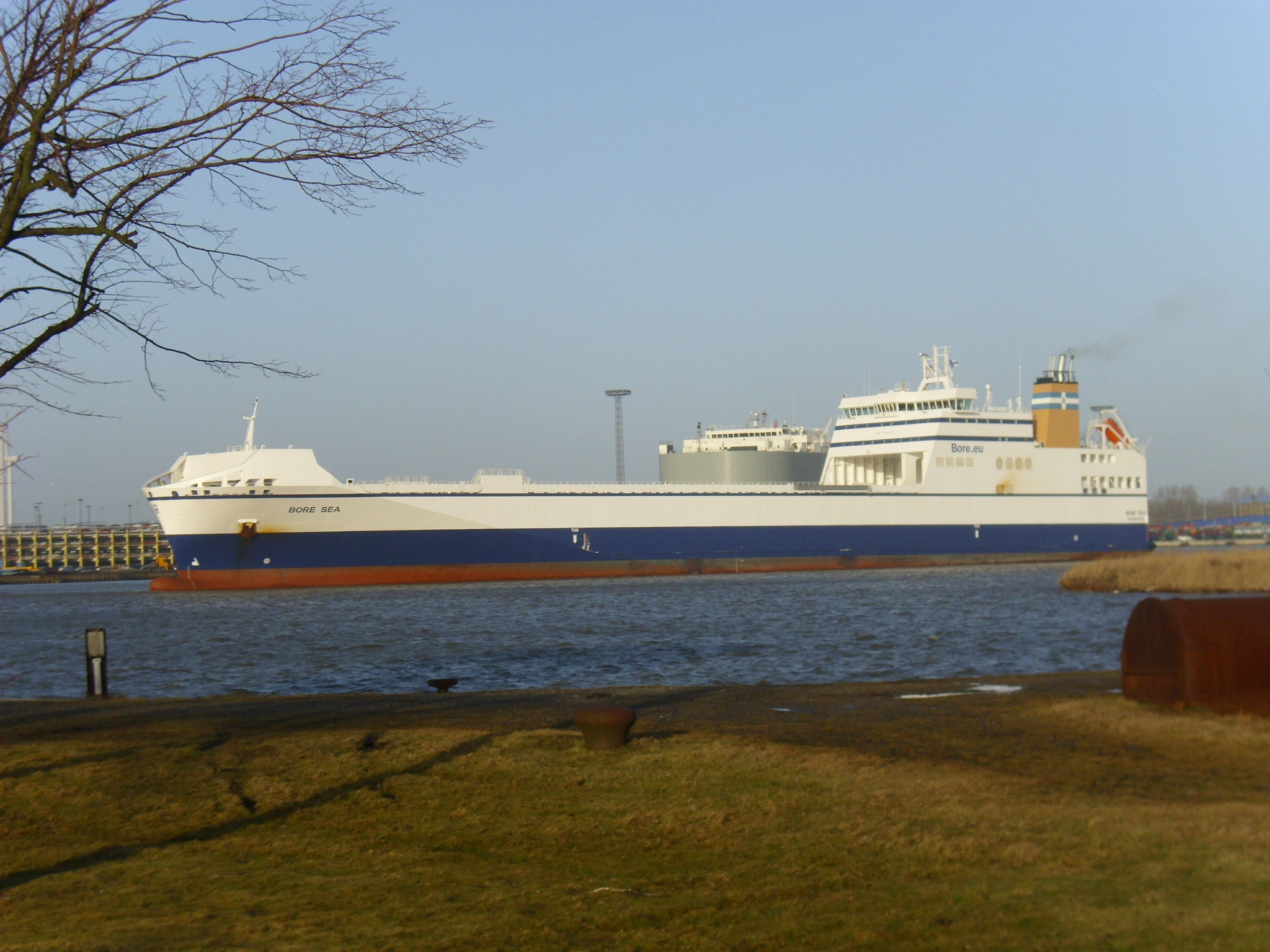
Bore Sea på 13 625 ton dödvikt, byggt 2011.

Rederiet Bore grundades 1897 i Åbo som Ångfartygs Ab Bore. Det var en del av koncernen Rettig Group 1987–2016, då det såldes till nederländska Spliethoff.
Bolaget grundades av Fredric von Rettig för passagerartrafik året runt mellan Åbo och Stockholm. År 1918 ingick Bore ett samtrafikavtal med Rederi AB Svea och Finska ångfartygs Ab (FÅA, senare Effoa). Samarbetet blev 1957 Silja Line. År 1967 introducerade Bore det första roro-fartyget med akterramp i Finland.
År 1926 grundades Finland–Amerika-linjen som Bore trafikerade i trettio år.
Bore drog sig ur Silja 1980 och koncentrerade sig därefter på frakttrafik. Bore köpte Bror Husell Chartering 2005 och Nagu-rederiet Engship 2006 och hade i slutet av 2007 tjugotvå fartyg.
Efter en omstrukturering 2014–2015 hade Bore kvar nio roro-fartyg, som chartrats för linjefart i Nordsjön, Östersjön, Medelhavet och Karibiska havet. Rederiet såldes 2016 till nederländska Spliethoff's Bevrachtingskantoor B.V., som sedan 2002 också äger finländska Transfennica.